# Joseph Verlinden
Jozef Karel Lodewijk Verlinden (Antwerpen, 16 september 1876 - 21 april 1927) was een Belgisch arbeider, smid, syndicalist en politicus voor de BWP.

## Levensloop
Verlinden was metaalbewerker en smid. Hij werd, samen met drie andere socialistische kandidaten, in 1912 als eerste verkozen voor hun partij in de Antwerpse provincieraad en bleef dit mandaat behouden tot in 1919.
In 1911 werd hij voorzitter van de Antwerpse afdeling van de Provinciale Metaalbewerkersbond (PMB). Bij het uitbreken van de Eerste Wereldoorlog kregen de (Antwerpse) metaalbewerkers de raad zo snel mogelijk naar Engeland uit te wijken. Verlinden bleef in Antwerpen als bestuurslid van PMB. Hij werd door de Duitsers opgepakt en tot tien jaar gevangenisstraf in Duitsland veroordeeld, vanwege het wegzenden van de metaalarbeiders naar Engeland. 
Bij de eerste naoorlogse parlementsverkiezingen, in 1919, werd Verlinden tot socialistisch volksvertegenwoordiger verkozen voor het arrondissement Antwerpen. Hij vervulde dit mandaat tot in 1925 en opnieuw van 1925 tot 1927. 
Op 10 oktober 1926 werd hij verkozen tot gemeenteraadslid van Antwerpen. Op 3 januari 1927 werd hij schepen, maar overleed enkele maanden later.